# Epipactis microphylla
L'elleborina minore (Epipactis microphylla (Ehrh.) Sw., 1800) è una piccola pianta erbacea perenne dai delicati fiori, appartenente alla famiglia delle Orchidacee.

## Etimologia
l termine Epipactis si trova per la prima volta negli scritti di Dioscoride Pedanio (Anazarbe in Cilicia, 40 circa - 90 circa) che fu un medico, botanico e farmacista greco antico che esercitò a Roma ai tempi dell'imperatore Nerone. L'origine di questo termine è sicuramente greca, ma l'etimologia esatta ci rimane oscura (qualche testo lo traduce con “crescere sopra”). Sembra comunque che in origine sia stato usato per alcune specie del genere Helleborus. In tempi moderni il nome del genere fu creato dal botanico e anatomista germanico Johann Gottfried Zinn (1727 – 1759), membro tra l'altro dell'Accademia delle Scienze di Berlino, in una pubblicazione specifica sul genere Epipactis nel 1757. 

L'epiteto specifico (microphylla) significa letteralmente “a foglie piccole”.

Il binomio scientifico di questa pianta inizialmente era Serapias microphylla, proposto dal botanico svizzero Jakob Friedrich Ehrhart (1742 -1795) in una pubblicazione del 1785, modificato successivamente in quello attualmente accettato Epipactis microphylla proposto dal botanico, naturalista, e tassonomista svedese Olof Peter Swartz (1760-1816) in una pubblicazione del 1800.

In lingua tedesca questa pianta si chiama Kleinblättrige Sumpfwurz; in francese si chiama Épipactis à petites feuilles; in inglese si chiama Small leaved Helleborine.

## Descrizione

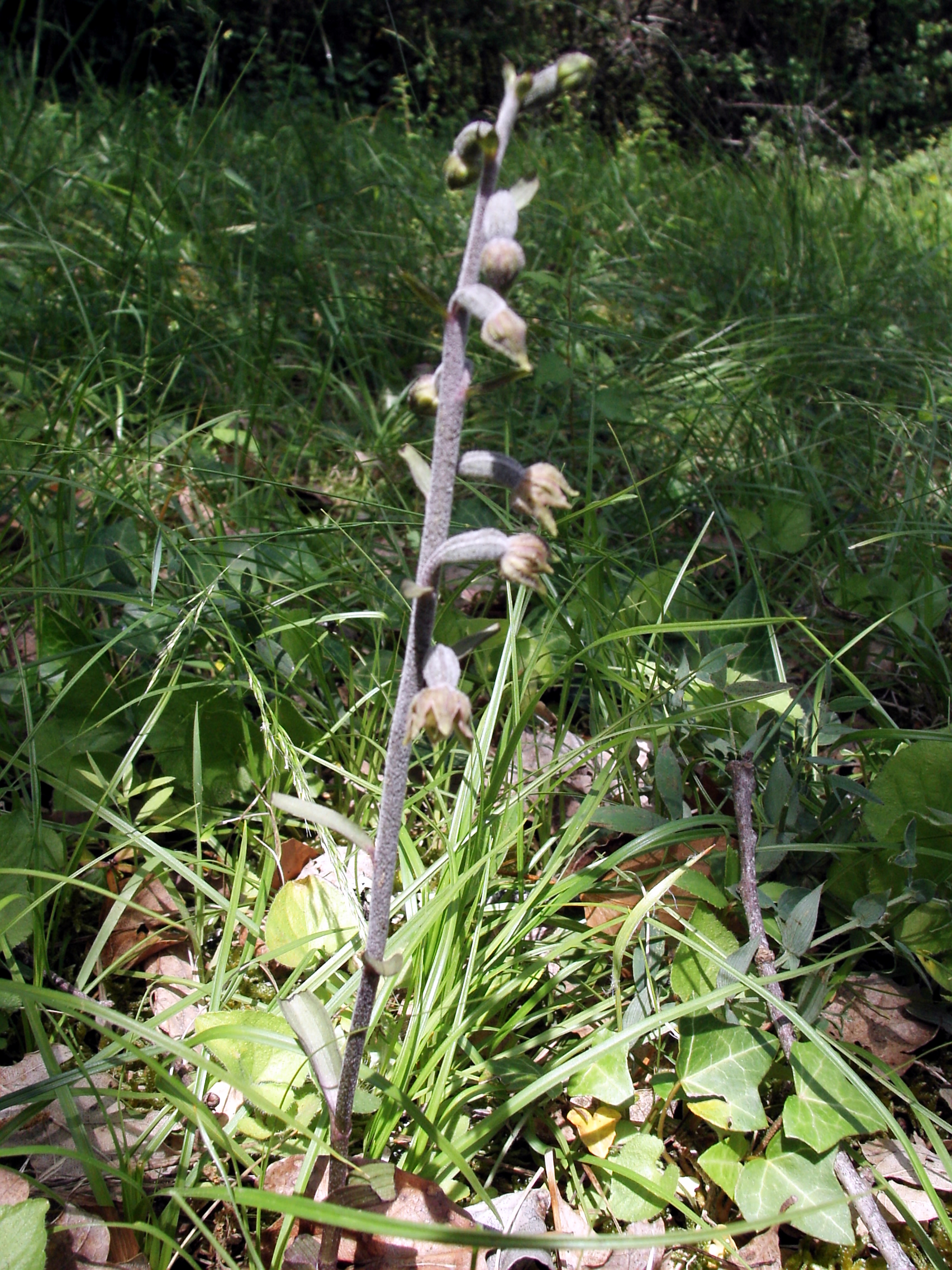
Il portamento

È una pianta erbacea perenne alta da 15 a 50 cm. La forma biologica di questa orchidea è geofita rizomatosa (G rizh), ossia è una piante con un particolare fusto sotterraneo, detto rizoma, che ogni anno si rigenera con nuove radici e   fusti avventizi. Queste piante, contrariamente ad altri generi delle orchidee, non sono “epifite”, ossia non vivono a spese di altri vegetali di maggiori proporzioni (hanno cioè un proprio rizoma).

### Radici
Le radici sono numerose e secondarie da rizoma.

### Fusto
- Parte ipogea: la parte sotterranea consiste in un rizoma.
- Parte epigea: la parte aerea è poco fogliosa, eretta, semplice, gracile e finemente pubescente. La colorazione del fusto è verde-violacea ma anche grigiastra.

### Foglie
Le foglie, poche (da 3 a 6) a disposizione spiralata lungo il fusto, sono intere a forma stretto-lanceolata con apice acuto; sono sessili, appena amplessicauli e lievemente carenate. La lamina è percorsa da diverse nervature longitudinali. Le foglie superiori sono progressivamente più ristrette e più corte; in tutti i casi anche le maggiori hanno una lunghezza minore dell'internodo corrispondente. Il colore è verde-grigio. Dimensioni delle foglie: larghezza 0,8 cm; lunghezza 3 cm. 

### Infiorescenza

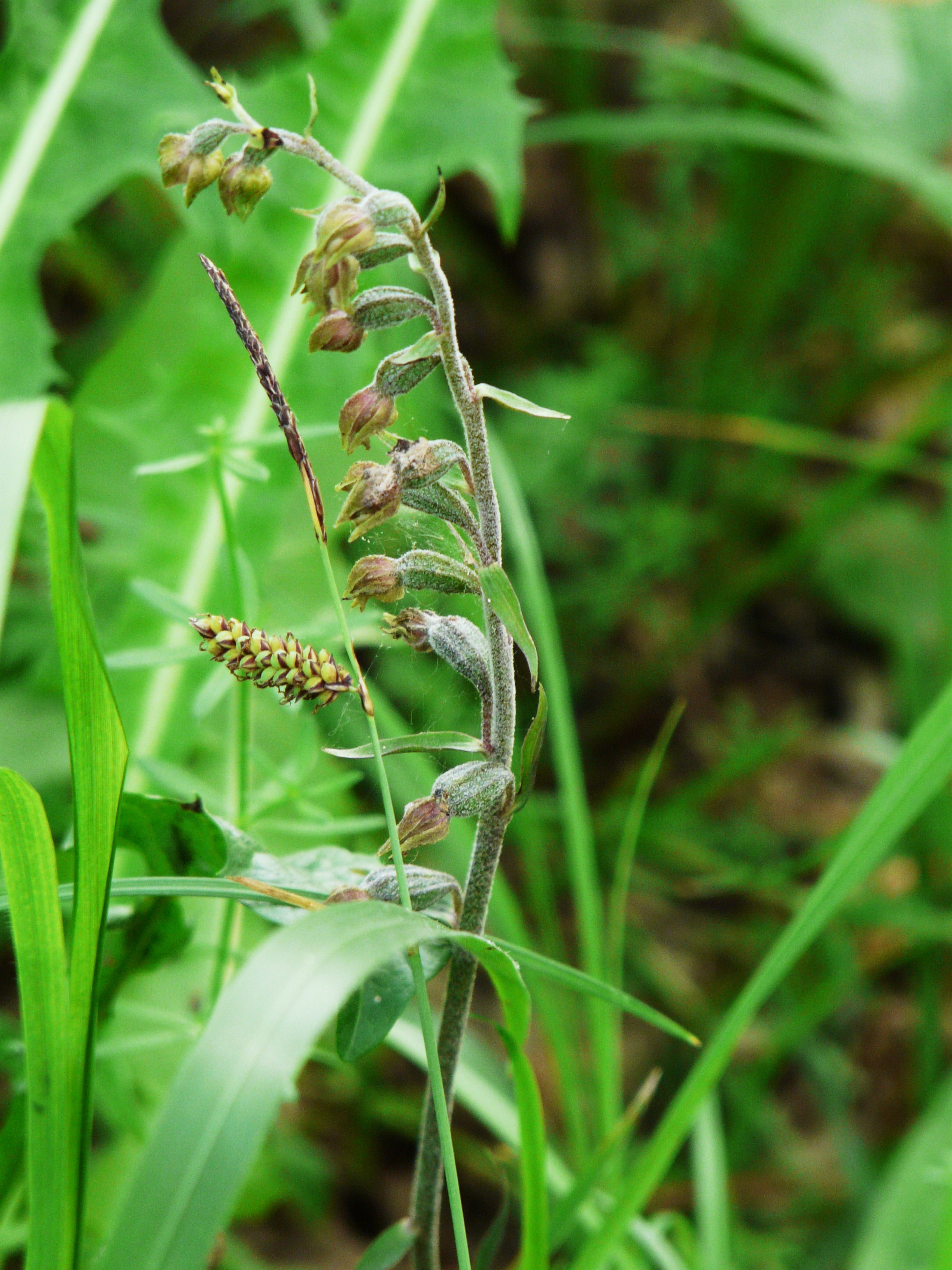
L'infiorescenza

L'infiorescenza è un racemo terminale, lineare con fiori spaziati (al massimo 20 per infiorescenza), penduli e pedicellati; la disposizione è leggermente unilaterale. Alla base del pedicello sono presenti delle brattee erbacee a forma lanceolata. Queste brattee sono di tipo fogliaceo non più grandi dell'ovario, mentre quelle superiori sono progressivamente più piccole; tutte sono pendule come i fiori. I fiori sono resupinati, ruotati sottosopra tramite torsione del pedicello (e non dell'ovario come nel genere Cephalanthera). 

### Fiore

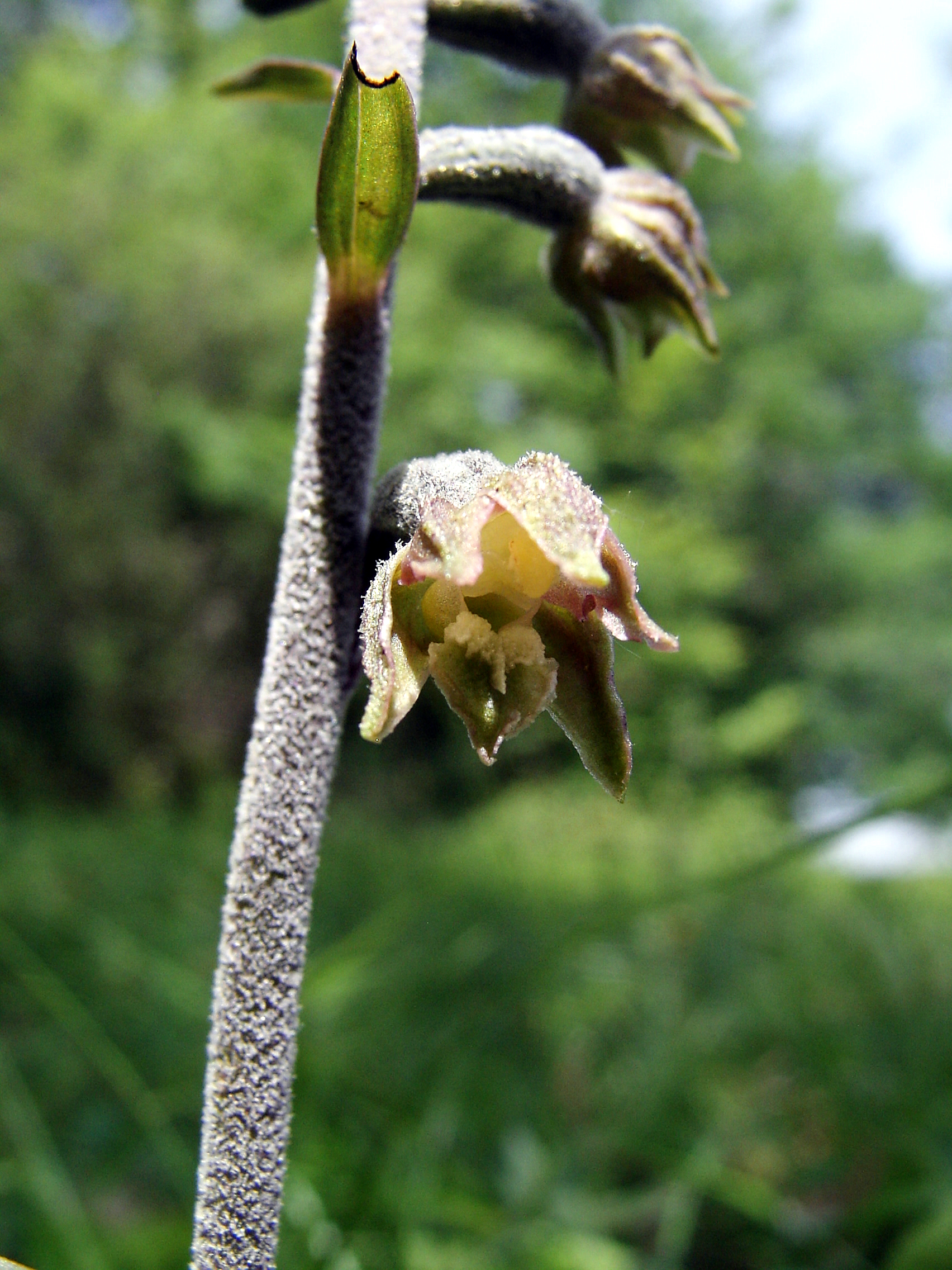
Il fiore

I fiori sono ermafroditi ed irregolarmente zigomorfi, pentaciclici (perigonio a 2 verticilli di tepali, 2 verticilli di stami, 1 verticillo dello stilo). I fiori all'esterno sono colorati normalmente di verde, mentre all'interno sono biancastri con sfumature violette. I fiori profumano debolmente di vaniglia e non si aprono molto neppure in pieno sole. Dimensione del fiore: 6 – 10 mm.
- Formula fiorale: per queste piante viene indicata la seguente formula fiorale:

P 3+3, [A 1, G (3)]
- Perigonio: il perigonio è composto da 2 verticilli con 3 tepali ciascuno (3 interni e 3 esterni) di forma lanceolata, liberi e patenti; il primo verticillo (esterno) ha 3 tepali di tipo sepaloide (simili ai sepali di un calice); hanno l'apice acuto e sono verdastri e arrossati sui bordi; nel secondo verticillo (interno) il tepalo centrale (chiamato “labello”) è notevolmente diverso rispetto agli altri due laterali che si presentano più ottusi e più grandi dei tre tepali esterni.
- Labello: il labello è diviso in due sezioni; la porzione posteriore del labello (basale, chiamata ipochilo) è concava e stretta, mentre quella anteriore (apicale, chiamata epichilo) è più allargata e incurvata verso il basso con apice appuntito e bordi ondulati. La colorazione del labello è chiara (biancastra nella zona centrale – verdastra all'apice con sfumature violette). Nel mezzo tra l'ipochilo e l'epichilo è presente una strozzatura che collega le due parti. Il labello è inoltre privo di callosità evidenti (sono presenti delle increspature alla base dell'epichilo) e non è speronato come in altri generi e l'ipochilo è nattarifero.

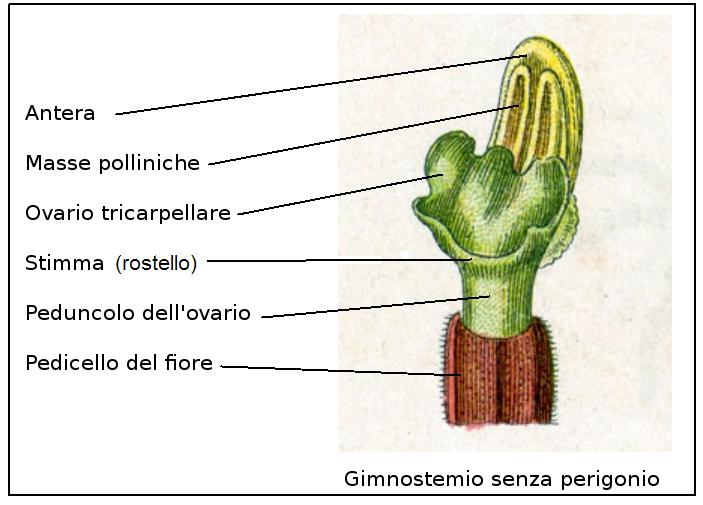
Descrizione del gimnostemio

- Ginostemio:  lo stame con la rispettiva antera biloculare è concresciuto con lo stilo e forma una specie di organo colonnare chiamato ginostemio[5]. Il colore di questo organo è fondamentalmente giallastro. L'ovario è infero, piriforme-globoso ed è formato da tre carpelli fusi insieme, sorretto da un peduncolo incurvato. Il polline è più o meno incoerente ed è conglutinato in due masse cerose polliniche bilobe (una per ogni loculo dell'antera); queste masse sono prive di “caudicole” (filamento di aggancio all'antera).
- Fioritura: da giugno ad agosto.

### Frutti
Il frutto è una capsula obovoide a più coste contenente moltissimi, minuti semi. Anche le capsule, come i fiori, sono orizzontali o pendule.

## Riproduzione
Queste piante si riproducono tramite l'impollinazione; sono piante nettarifere, quindi abbiamo una impollinazione entomofila (vespe, api e ditteri – gli insetti non devono essere molto grandi data la piccolezza del fiore). Comunque sono piante che usano anche l'autogamia (vedere il paragrafo “Variabilità”).

## Distribuzione e habitat
- Geoelemento: il tipo corologico (area di origine) è Europeo – Caucasico ma anche Sud Europeo.
- Diffusione: questa pianta si trova su tutto il territorio italiano; in alcune zone è comune, in altre è rara (specialmente al sud). Nelle Alpi (zona italiana) si trova nelle seguenti province; TO BG TN BZ BL VI UD; oltre il confine (sempre sulle Alpi) si trova nelle Alpi francesi, in Svizzera, in Austria e in Slovenia ma con una diffusione discontinua. Sui rilievi europei è presente ovunque (escluse le Alpi Dinariche e i Vosgi).
- Habitat: l'habitat tipico di questa pianta sono i macereti, i prati aridi e le boscaglie (pioppeti, ontaneti, frassineti e querceti sub-mediterranei). Il substrato preferito è calcareo con pH basico e bassi valori nutrizionali del terreno che deve essere secco.
- Diffusione altitudinale: sui rilievi queste piante si possono trovare fino a 1200 m s.l.m.; frequentano quindi i seguenti piani vegetazionali: collinare e montano.

### Fitosociologia
Dal punto di vista fitosociologico la specie Epipactis microphylla appartiene alla seguente comunità vegetale:
Formazione: delle comunità forestali
Classe: Carpino-Fagetea sylvaticae

## Tassonomia
Le Orchidaceae è una delle famiglie più vaste della divisione tassonomica delle Angiosperme; comprende 788 generi e più di 18500 specie.  Il genere Epipactis comprende circa 70 specie diffuse in Europa, in Asia e in America, delle quali circa una decina sono spontanee della flora italiana. 

Il Sistema Cronquist assegna la famiglia delle Orchidaceae all'ordine Orchidales mentre la moderna classificazione APG la colloca nel nuovo ordine delle Asparagales. Sempre in base alla classificazione APG sono cambiati anche i livelli superiori (vedi tabella iniziale).

	
Il genere Epipactis, insieme al genere Cephalanthera, appartiene (secondo la suddivisione più in uso tra i botanici) alla sottofamiglia delle Epidendroideae caratterizzata dall'avere lo stame (l'unico fertile) ripiegato sopra il ginostemio e il labello composto da due pezzi distinti: ipochilo e epichilo; e al livello inferiore alla tribù delle Neottieae, una delle quattro tribù nelle quali si usa suddividere le orchidee (relativamente alle specie spontanee del territorio italiano).

Questa orchidea fa parte del gruppo Epipactis atrorubens separatasi per isolamento ecologico. 

Il numero cromosomico di E. microphylla è: 2n = 40.

### Variabilità
In questa specie la variabilità si manifesta nella lunghezza del labello. Osservazioni fatte in alcune zone della Baviera hanno permesso di individuare due tipi: con labello piccolo (5,5 mm) probabilmente su piante autogame (con polline pulverulento – con rostello non funzionante); con labello più lungo (7 mm)  probabilmente su piante a fecondazione incrociata (polline gelatinoso – e quindi con rostello efficiente)

### Ibridi
Nell'elenco che segue sono indicati alcuni ibridi interspecifici:
- Epipactis × barlae A. Camus in E.G. & A. Camus (1929) – Ibrido con Epipactis helleborine
- Epipactis × graberi A. Camus (1929) – Ibrido con Epipactis atrorubens

### Sinonimi
La specie Epipactis microphylla ha avuto nel tempo diverse nomenclature. L'elenco che segue indica alcuni tra i sinonimi più frequenti:
- Serapias microphylla Ehrh. (1789) (basionimo)
- Epipactis latifolia var. microphylla (Ehrh.) DC. in J.B.A.M.de Lamarck & A.P.de Candolle (1815)
- Limodorum microphyllum (Ehrh.) Kuntze (1891)
- Epipactis latifolia subsp. microphylla (Ehrh.) Bonnier & Layens (1894)
- Amesia microphylla (Ehrh.) A.Nelson & J.F.Macbr. (1913)
- Elleborine microphylla (Ehrh) Schinz & Thell. (1908)

### Specie simili
In genere tutte le Epipactis sono abbastanza simili nella forma del fiore. Qui ricordiamo alcune specie (tralasciando le varie sottospecie) quali: 
- Epipactis muelleri Godfery – Eleborina di Mueller: i fiori sono in prevalenza verdastri.
- Epipactis leptochila (Godfery) Godfery - Elleborina a labello sottile: è una specie con labello poco sviluppato
- Epipactis atrorubens (Hoffm.) Besser - Elleborina violacea: i fiori sono bruno-rosei.
- Epipactis palustris (L.) Crantz – Elleborina palustre: i fiori sono bruno-purpureo tendente al biancastro.
- Epipactis helleborine (L.) Crantz – Elleborina comune: si distingue soprattutto per la larghezza delle foglie.

## Conservazione
La Lista rossa IUCN classifica Epipactis microphylla come specie prossima alla minaccia di estinzione (Near Threathened).
Come tutte le orchidee è una specie protetta e quindi ne è vietata la raccolta e il commercio ai sensi della Convenzione sul commercio internazionale delle specie minacciate di estinzione (CITES).